# Piskarprocessen
Piskarprocessen (även kallad Pinohistorien eller Tortyrmålet) var en på sin tid beryktad svensk rättsprocess. Den utspelades åren 1882–83 (med fleråriga efterspel) i Sillerud socken i sydvästra Värmland. I centrum stod en 9-årig föräldralös flicka, anklagelser om pengastöld, barnaga och tortyr. Inklusive motanklagelser och stämningar väcktes ett tiotal åtal, och inte förrän 1886 blev processandet avslutat.

## Förlopp
En 9-årig flicka, Alma Augustsdotter, som lämnats till en ung fosterfamilj i Torgelsbyn, efter att fadern August Pettersson emigrerat till Nordamerika, blev i mars 1882 misstänkt för stöld av en tiokronorssedel från fosterfaderns mor. Flickan erkände snatteriet men ville eller kunde inte återlämna sedeln. Efter samråd med bland annat församlingens kyrkoherde Nils Bergsten bestämdes om aga för att förmå henne uppge vad hon gjort av sedeln. Agan utfördes av fosterfadern Karl Svensson, och med flickans skollärare Gustaf Sjöqvist, ytterligare en skollärare Gustaf Fagerlind och en skolrådsledamot Lars Danielsson som laga vittnen. 
Dagarna efter agan spreds i trakten rykten om att flickan hade torterats för att erkänna stölden, att hon piskats under flera timmar, att hon hotats med djävulen, att hon låsts in utan vatten i ett fönsterlöst rum under natten, etc. Ryktet fick spridning utanför bygden genom insinuanta artiklar i Tidning för Wenersborgs stad och län 30/3 och 4/5 av signaturen "O. J." (eg. Axel Jacobsson) under hans återkommande rubrik "Från Norra Dal och Wermlandsgränsen", och senare även genom en raljant nidvisa "Piskarevisan" i vilka de i agan inblandade namngavs och hånades. Den 27 maj gjordes en polisundersökning, resultatet redovisades i lokaltidningar i början av juni. Från maj till augusti 1882 utkämpades striden genom tidningsinsändare. Signaturen O. J. backade dock steg för steg från sina insinuationer: "Det wisar sig nu, att hopen warit fången liksom i en yra och tydt till det wärsta ...".    
Rättegången inleddes i september 1882, i Nordmarks häradsrätt i Långelanda, efter att en lagkunnig man i trakten, Daniel Nilsson, hade utverkat en fullmakt från flickans far i Illinois. Fullmakten var daterad 17 april, och var förstås skriven utan kännedom om den information som kom fram i polisundersökningen i slutet av maj. Men Daniel Nilsson tvekade inte; fosterfadern Svensson och skolläraren Fagerlind stämdes för "ansvar för pinande till bekännelse m. m.". De anklagade stämde i sin tur dem som spridit de vanhedrande ryktena, och senare stämdes även de förmodade upphovsmännen till Piskarevisan. 
Parallellt pågick sedan minst tio mål, inklusive motstämningarna. Båda parter kallade en mängd vittnen, sammanlagt över ett 60-tal, utan att rätten kom till klarhet i sakfrågan. Rättegången drog ut över flera ting och avslutades inte förrän i april 1883. Slutet blir ett antiklimax; inga bevis för tortyr finns, de många vittnesmålen till trots. Nyckelvittnet Johan Viktor Nilsson till den påstådda agan bedöms som mindre trovärdig än svarandens vittnen. Men då hade Johan Viktor Nilsson lämnat bygden, han hade "begifvit sig till sjös" och kunde därför inte nås av delgivningarna om stämning. Daniel Nilsson dömdes till 5 månaders fängelse och dryga böter för att han "mot bättre vett drifvit orättfärdig sak" och "af arghet beljugit sina motparter".  
Tvisterna fortsatte sedan under flera år (åtminstone till 1886), med ytterligare ett tiotal stämningar och motstämningar om falskt åtal etc. Daniel Nilsson förlorar sina mål, och drabbas av höga böter och ersättningsbelopp. Han försöker komma från ansvaret för bötesbeloppen genom att hävda att han bara agerat som ombud för August Pettersson. Daniel Nilsson blir utblottad, tvingas lämna sitt hem och flyttar från bygden. Han slutar som skrothandlare i Stockholm, och dör 1913. Gustaf Fagerlind dör 1908.     
Vad hände med flickan Alma? ... Alma försvinner snabbt ur historien efter de första omnämnandena. Av rättegångshandlingarna framgår ingenting om hennes liv efter händelserna våren 1882. Tillsammans med en av sina bröder emigrerade hon år 1885, till Amerika. (Enligt nyckelromanen "Nyodling" får hon där två döttrar.)